# Захаренко, Варвара Михайловна
Варвара Михайловна Захаренко  (17 декабря 1929, Гайчул, Цареконстантиновский район — 22 августа 2015, Новозлатополь, Запорожская область) — советский передовик производства в сельском хозяйстве. Лауреат Государственной премии Украинской ССР (1983). Герой Социалистического Труда (1973).

## Биография
Родилась в селе Новоукраинка, Бильмакского района Запорожской области в крестьянской семье.
Работала свинаркой совхоза «Новозлатопольский» Куйбышевского района Запорожской области Украинской ССР.
В. М. Захаренко была постоянной участницей и медалисткой Выставки достижений народного хозяйства СССР в Москве, за высокие показатели в труде и высокое качество производимой ей продукции награждалась — золотой медалью ВДНХ и двумя серебряными медалями ВДНХ.
22 марта 1966 года Указом Президиума Верховного Совета СССР «за выдающиеся успехи достигнутые в развитии животноводства, увеличении производства и заготовок мяса, молока, яиц, шерсти и другой продукции» Варвара Михайловна Захаренко была удостоена звания Героя Социалистического Труда с вручением Ордена Ленина и золотой медали «Серп и Молот».
6 сентября 1973 года Указом Президиума Верховного Совета СССР «за выдающиеся достижения в труде» Варвара Михайловна Захаренко была награждена вторым Орденом Ленина.
В 1983 году В. М. Захаренко «за выдающиеся достижения» была удостоена звания — лауреата Государственной премии Украинской ССР. Продолжала работать свинаркой в совхозе «Новозлатопольский» до выхода на пенсию.
Жила в селе Пролетарское (с 2016 года — Новозлатополь) Куйбышевского (с 1992 года — Розовского) района Запорожской области Украины.
Умерла 22 августа 2015 года.

## Награды
- Медаль «Серп и Молот» (22.03.1966)
- Орден Ленина (22.03.1966, 6.09.1973)
- Медали ВДНХ (золотая и две серебряные)

### Премии
- Лауреат Государственной премии Украинской ССР (1983)